# Nueve de Julio Kilómetro 20
Nueve de Julio Kilómetro Veinte es una localidad argentina situada en el Departamento Eldorado, en la Provincia de Misiones. Administrativamente depende del municipio de Nueve de Julio, de cuyo centro urbano dista unos 4 km. Se desarrolla longitudinalmente a lo largo de la Ruta Provincial 17.
Si bien no es la sede del municipio el aglomerado quitó relevancia a la cabecera por su estratégica ubicación sobre la ruta, donde se asentaron la mayoría de los aserraderos que motorizan la economía local. La población del Kilómetro 20 es tres veces superior a la de la cabecera del municipio.

## Vías de comunicación
Su principal vía de acceso es la Ruta Provincial 17, que la vincula por asfalto al oeste con Eldorado, y al este con Bernardo de Irigoyen. Otra vía importante es la ruta que la vincula con la localidad de Nueve de Julio.
- Datos: Q6046829